# Let's Play Pet Hospitals
Let's Play Pet Hospitals é um jogo da série Let's Play editado pela Deep Silver e produzido pela Biodroid, onde o jogador veste a pele de um veterinário, foi lançado em 2008 para Windows e em 2009 para Nintendo DS.

## Jogabilidade[2]
O jogador terá que cuidar de animais, dos seus clientes e também animais que foram abandonados ou que fugiram e que se encontram doentes, dando-lhes comida e tratamento médico. O jogador também tem que aconselhar os donos sobre o melhor para os seus animais e encontrar casa para os animais abandonados.

### Animais disponíveis[3]
- Cães
- Gatos
- Furões
- Coelhos
- Cavalos
- Porquinho-da-índia